# Бой при Цирке (1813 год)
Бой при Цирке — бой под местечком Цирке отряда русской армии под командованием генерал-адъютанта Чернышёва с польской конницей (подразделение армии Наполеона) под командованием генерала Р. Гедройца 31 января (12 февраля) 1813 года.

## Предыстория
В январе 1813 года генерал-адъютант Чернышёв предложил генерал-фельдмаршалу Кутузову сформировать несколько мобильных отрядов с целью дезорганизации тыла армии Наполеона. Инициатива была одобрена Главной квартирой. Были созданы отряды под командованием Чернышёва, Бенкендорфа, Теттенборна. Кутузов призвал действиями отрядов побудить население Пруссии к борьбе с завоевателем.

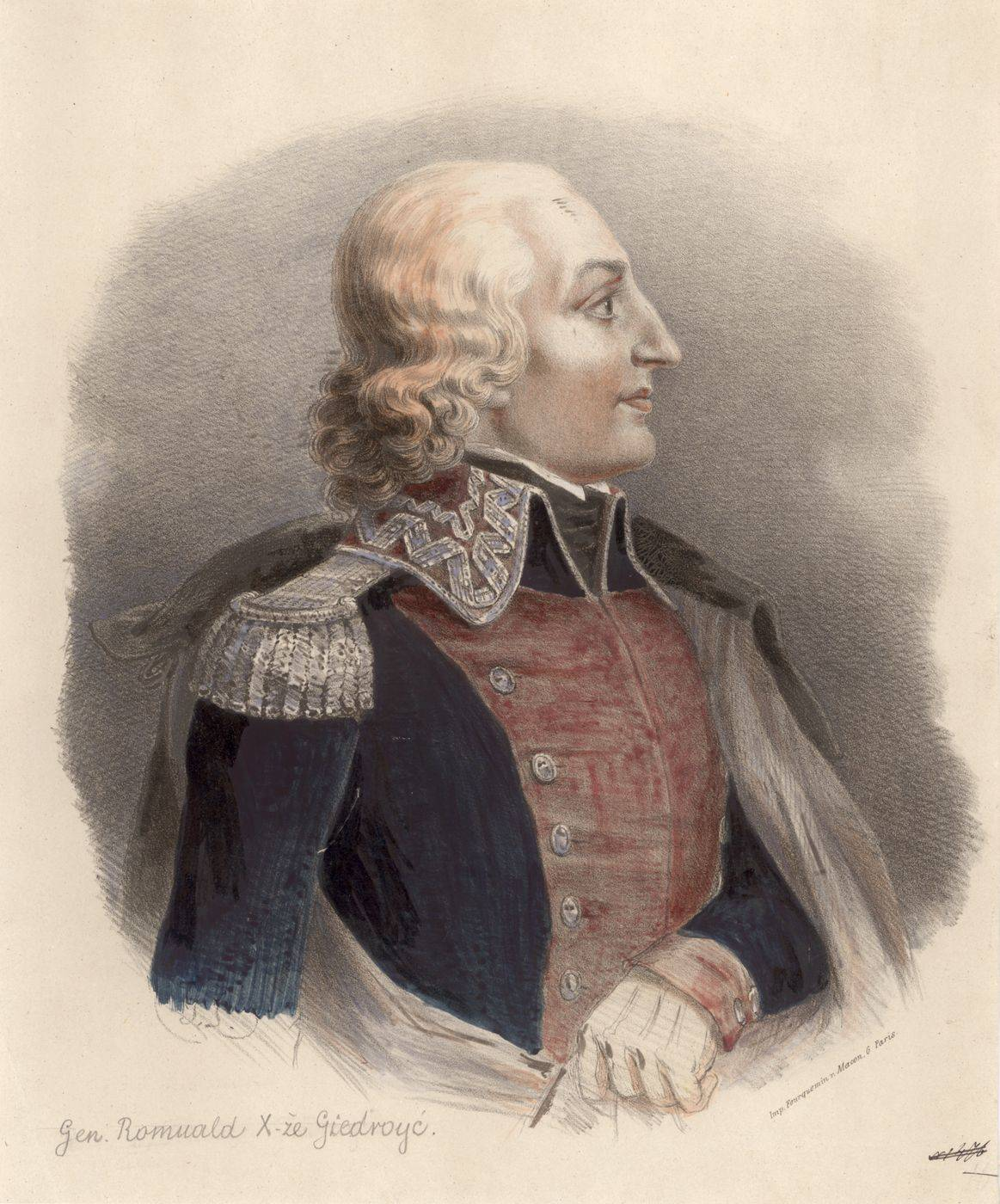
Командир польской конницы генерал Р. Гедройц

В первых числах февраля 1813 года отряд Чернышёва двигался от нижней Вислы к Одеру в тыл вице-королю Эжен де Богарне. Основные силы французов находились у Познани. В это же время прусский генерал фон Бюлов формировал свой корпус (10 000 чел.) в Померании. Король Пруссии Фридрих-Вильгельм III, являясь союзником Наполеона, не мог принять окончательное решение о разрыве отношений с Бонапартом. Вильгельм вел тайные переговоры с Алесандром I по выработке условий создания русско-прусской объединённой армии. С целью планирования дальнейших действий, Чернышёву необходимо было получить от фон Бюлова гарантии нейтралитета. В штаб к прусскому генералу был направлен ротмистр Мусин-Пушкин. Бюлов сообщил о поддержке Чернышёва: «не только не буду мешать Вам, но отправлю к Королю офицера испросить позволения действовать заодно с русскими».

## Ход боя
Учитывая обстановку, Чернышёв продолжил движение к Одеру на Шнейдемюль и получил известие о нахождении у местечка Цирке за рекой Вартой отряда польской конницы (2000 чел.) под командованием генерала Р. Гедройца.
Отряд Чернышёва насчитывал 500 чел. и два орудия. Однако, несмотря на малочисленность, Чернышёв принял решение о немедленной атаке неприятеля. Отряд, пройдя 60 верст, в ночь на 12 февраля прибыл к Цирке. Лед на Варте был тонкий. Генерал Гедройц «считал себя в полной безопасности». Он «растянул» свой отряд от Вронки до Бирнбаума на 30 верст. Подъемный мост был поднят и охранялся стрелками. Чернышёв послал по тонкому льду небольшой отряд под командованием полковника Ефремова, который с тыла напал «на изумленного неприятеля». Мост был опущен. Чернышёв с главными силами переправился и атаковал. Польский отряд был разбит. Захвачены в плен: генерал Гедройц и его сын — полковник (оба сосланы в Архангельск), а также 20 офицеров и 400 нижних чинов. Из Цирке Чернышёв направился к Дризену ориентировочно на Ландсберг.

## Результаты
Весть о поражении генерала Гедройца при Цирке и блистательных действиях отряда генерал-лейтенанта Воронцова при Рогазене (был уничтожен 4-й полк польских войск численностью 2000 человек) вызвали «смятение» в тылу вице-короля. Наступление русских войск угрожало отрезать войска Эжена де Богарне от Одера. Учитывая угрозу, 12 февраля 1813 года вице-король начал отвод французских, баварских, польских дивизий из Познани за Одер, что позволило войскам Витгенштейна занять Ландсберг — удобный плацдарм для вторжения в Берлин .